# 伊藤忠工業ガス
伊藤忠工業ガス株式会社（いとうちゅうこうぎょうガス、ITOCHU INDUSTRIAL GAS CO.,LTD）は、伊藤忠エネクスが100％の株式を保有する伊藤忠エネクスグループ中核の高圧ガス関連会社である。